# Elzenridderwants
De elzenridderwants (Arocatus roeselii) is een wants uit de familie van de bodemwantsen (Lygaeidae).

## Uiterlijk
Arocatus roeselii is aan de bovenkant zwart en rood, maar hij is niet fel gekleurd. Hij is lichtbehaard. De kop is zwart. Het schildje (scutellum) is zwart. Over het hemi-elytrum (de deels verharde voorvleugel) loopt langs het schildje een rode band, ook aan de zijkant en langs het donkerbruine membraan (doorzichtig deel van de voorvleugel) is een rode rand, het overige deel is zwart. Het halsschild heeft aan de voorrand een roodachtig bruine band. De poten zijn roodbruin. De lengte is 6 - 7,2 mm.
Elzenridderwants lijkt zeer veel op de plataanridderwants (Arocatus longiceps). Berend Aukema: Morfologisch zijn Arocatus roeselii en Arocatus longiceps niet van elkaar te onderscheiden en er is consensus onder specialisten om, zolang dat het geval is, de soorten te benoemen op basis van de waardplanten, respectievelijk els en plataan
Dat beide soorten veel op elkaar lijken, blijkt uit een bericht uit 2007, waarin stond, dat de Arocatus roeselii in groten getale voorkomt in Londen, nabij het Natural History Museum. Uiteindelijk bleek het niet om de Arocatus roeselii te gaan, maar om de plataanridderwants (Arocatus longiceps).

## Verspreiding en habitat
Deze soort is vanuit de Kaukasus verspreid naar Klein-Azië, Nabije Oosten, Middellandse Zeegebied en  Midden-Europa. De soort is zeldzaam in Nederland en België.

## Leefwijze
Hij leeft hoofdzakelijk in de els ( Alnus), als zwarte els (Alnus glutinosa) en minder vaak Witte els (Alnus incana). Hij wordt echter ook wel in andere loofbomen gevonden. De imago’s overwinteren en paring vindt plaats in mei. De imago’s van de nieuwe generatie komen dan al in juni. Eén generatie, maar in gunstige jaren kan er in oktober een tweede generatie zijn. Overwinterende wantsen worden ook in woningen aangetroffen.